# Turdus iliacus

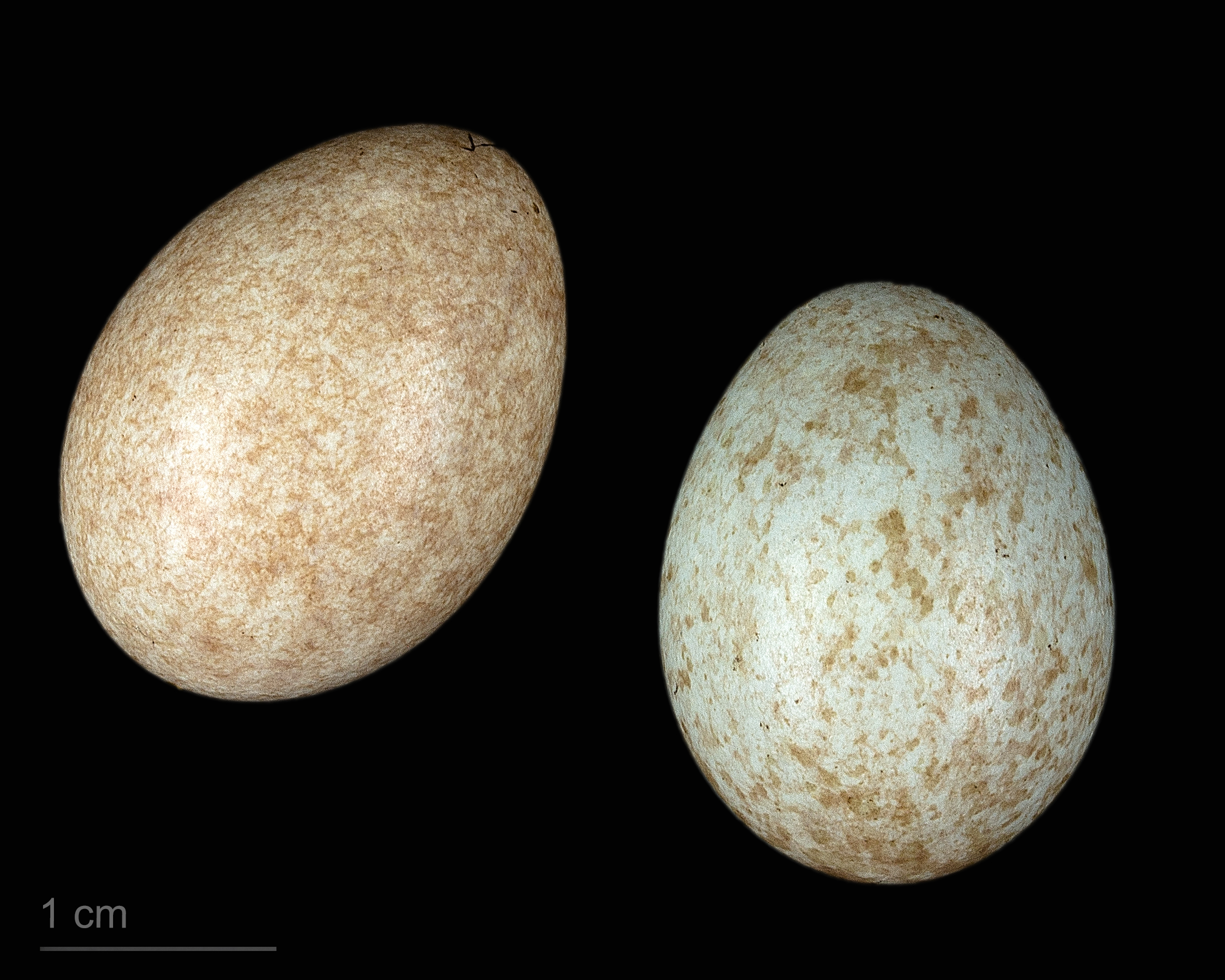
Oeuf de Turdus iliacus coburni - MHNT

O Tordo-ruivo ou Sabiá-ruivo (Turdus iliacus) é uma ave da família Turdidae.
É um pouco menor que o melro-preto e caracteriza-se pela plumagem castanha, sendo liso nas partes superiores e com riscas nas pastes inferiores. Apresenta uma lista supraciliar branca e em voo vê-se a mancha alaranjada sob as asas.
Seu nome científico significa: do (latim) Turdus = Tordo, sabiá; e do (latim) iliacus, ilia = com os flancos, nos flancos, flancos. ⇒ Turdus com flancos.
Esta espécie nidifica na Europa e na Ásia a norte do paralelo 55 ºN e inverna no sul da Europa e nas ilhas britânicas. Em Portugal é um invernante bastante comum. Alimenta-se de frutos e bagas.
Espécie florestal e de espaços abertos do norte da Europa e da Sibéria, tem movimentos migratorios importantes e inverna no oeste et sul da Europa, norte da Africa, sudoeste da Asia, e é bastante numerosa - população estimada de 16,000,000–21,000,000 cásais na Europa em 2000
Este pequeno sabiá, apesar de ser bastante comum em sua região de origem, nem sempre é fácil de observar. É visto mais frequentemente em vôo, quando emite o seu chamado característico.
Caracteriza-se pela plumagem castanha, pelas partes inferiores riscadas e não sarapintadas, pela lista supraciliar branca e pela contra-asa com tonalidade cor-de-fogo.
No Brasil foi encontrado um exemplar na costa do estado do Espírito Santo. Ainda não se sabe ao certo como ele chegou ao Brasil, mas alguns estudos sugerem que ele pode ter atravessado o atlântico dentro de navios cargueiros
Devido à recente descoberta da presença da espécie no Brasil, ainda está sendo estudada a distribuição geográfica desta.[carece de fontes?] No Brasil,  nome sabiá-ruivo foi selecionado como nome vernáculo técnico para a espécie Turdus iliacus pelo Comitê Brasileiro de Registros Ornitológicos (CBRO) em 2021.

## Subespécies
- Turdus iliacus iliacus
- Turdus iliacus coburni